# Sadeckas
Sadeckas ist ein litauischer männlicher Familienname.

## Weibliche Formen
- Sadeckaitė (ledig)
- Sadeckienė (verheiratet)

## Namensträger
- Alvydas Sadeckas (*  1949), Politiker (Seimas-Mitglied), Unternehmer  und Polizeikommissar
- Darius Sadeckas (*  1979), Politiker, stellv. Finanzminister